# Аптека Пріцкера
Будинок-аптека Пріцкера — двоповерхова будівля на проспекті Нігояна в Новокодакському районі Дніпра, побудована за проектом архітектора Олександра Красносільського в 1916 році. Була першою двоповерховою будовою на Чечелівці.

## Історія
У 1915—1916 роках аптекар Лев Давидович Пріцкер збудував прибутковий будинок, в якому також відкрив аптеку. На другому поверсі були прибуткові квартири. Будівлею власник встиг розпорядитися лише протягом десяти місяців з моменту побудови через еміграцію до Європи.
Після революції в аптеці розмістили дитячий садок і молодіжний клуб « Маяк ». На початку 2000-х у будівлі залишалася лише аптека, яка незабаром закрилася.
На початок 2020-х років відносно непогано зберігся лише фасад будівлі. Перекриття в окремих приміщеннях зруйновано, провалився дах. Міська влада кілька разів ініціювала реконструкцію об'єкта, але роботи так і не розпочали.

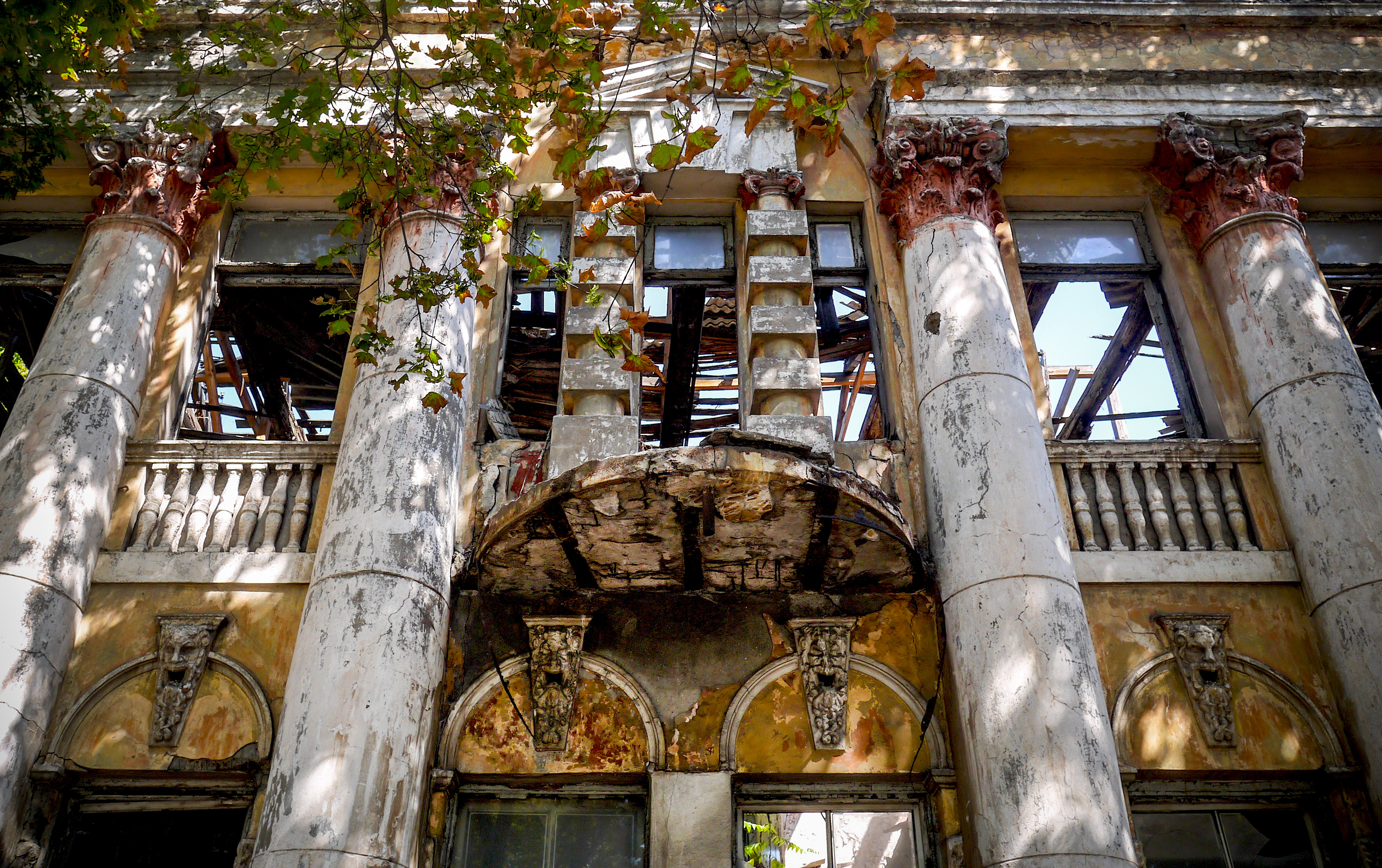
Стан окремих елементів зовнішньої стіни та фасаду